# Сельское поселение Анненское (Вологодская область)
Сельское поселение Анненское — сельское поселение в составе Вытегорского района Вологодской области.
Центр — село Анненский Мост.
Образовано 1 января 2006 года в соответствии с Федеральным законом № 131 «Об общих принципах организации местного самоуправления в Российской Федерации».
В состав сельского поселения вошёл Анненский сельсовет.

## География
Расположено на юге района. Граничит:
- на востоке с Кемским сельским поселением,
- на севере с Девятинским сельским поселением,
- на западе с Алмозерским сельским поселением,
- на юге с Шольским сельским поселением Белозерского района, Покровским и Пореченским сельскими поселениями Вашкинского района.

По территории сельского поселения проходит автодорога А119. На территории располагается Ковжское озеро, протекают реки Ковжа, Илес, Петручей, Сара, Ваткома, Ужла.

## Населённые пункты
В 1999 году был утверждён список населённых пунктов Вологодской области. Согласно этому списку в Анненский сельсовет входили 13 населённых пунктов. С тех пор и до 1 марта 2010 года состав сельсовета и сельского поселения не изменялся.
В состав сельского поселения входят 13 населённых пунктов, в том числе
8 деревень,
3 посёлка,
2 села.
| Населённый пункт         | ОКАТО          | Рег. номер | Расстояние до районного центра, км | Расстояние до центра поселения, км | Индекс | Координаты                      |
| ------------------------ | -------------- | ---------- | ---------------------------------- | ---------------------------------- | ------ | ------------------------------- |
| село Александровское265  | 19 222 812 002 | 2886       | 48                                 | 7                                  | 162952 | 60°47′50″ с. ш. 37°07′24″ в. д. |
| село Анненский Мост      | 19 222 812 001 | 2885       | 55                                 | 0                                  | 162952 | 60°44′06″ с. ш. 37°06′57″ в. д. |
| деревня Бадожский Погост | 19 222 812 003 | 2887       | 60                                 | 5                                  | 162952 | 60°41′14″ с. ш. 37°07′37″ в. д. |
| деревня Бессоново        | 19 222 812 004 | 2888       | 57                                 | 2                                  | 162952 | 60°42′57″ с. ш. 37°06′34″ в. д. |
| деревня Конецкая         | 19 222 812 005 | 2889       | 53                                 | 2                                  | 162952 | 60°44′59″ с. ш. 37°05′45″ в. д. |
| посёлок Костручей        | 19 222 812 006 | 2890       | 50                                 | 7                                  | 162952 | 60°46′44″ с. ш. 37°12′25″ в. д. |
| деревня Кябелово         | 19 222 812 007 | 2891       | 55                                 | 11                                 | 162952 | 60°48′20″ с. ш. 37°25′25″ в. д. |
| деревня Лоза             | 19 222 812 008 | 2892       | 60                                 | 12                                 | 162952 | 60°49′46″ с. ш. 37°18′22″ в. д. |
| деревня Морозово         | 19 222 812 009 | 2893       | 58                                 | 3                                  | 162952 | 60°42′16″ с. ш. 37°07′10″ в. д. |
| посёлок Павшозеро        | 19 222 812 013 | 2897       | 55                                 | 25                                 | 162951 | 60°50′26″ с. ш. 37°04′29″ в. д. |
| деревня Рюмино           | 19 222 812 010 | 2894       | 67                                 | 19                                 | 162952 | 60°48′20″ с. ш. 37°23′26″ в. д. |
| посёлок Ужла             | 19 222 812 011 | 2895       | 62                                 | 7                                  | 162953 | 60°39′50″ с. ш. 37°09′57″ в. д. |
| деревня Якшино           | 19 222 812 012 | 2896       | 63                                 | 15                                 | 162952 | 60°49′06″ с. ш. 37°21′25″ в. д. |